# Vladimir Gavrilovič Glazov
Vladimir Gavrilovič Glazov, in russo Владимир Гаврилович Глазов? (1848 – Pietrogrado, 1920), è stato un generale e politico russo, Ministro dell'istruzione dal 1904 al 1905 e poi dall'aprile 1909 al febbraio 1918 membro del Consiglio di guerra dell'Impero russo.
| Controllo di autorità | VIAF (EN) 166064885 · ISNI (EN) 0000 0001 1364 2377 |